# Raspailia australiensis
Raspailia australiensis är en svampdjursart som beskrevs av Ridley 1884. Raspailia australiensis ingår i släktet Raspailia och familjen Raspailiidae. Inga underarter finns listade i Catalogue of Life.